# برايان هندرسون (شاعر)
برايان هندرسون هو مصور وشاعر كندي، ولد في 1948.